# Luis Antonio Fernández de Córdoba y Spínola
Luis Antonio Fernández de Córdoba y Spínola   (Madrid, 20 de setembre de 1704 - 14 de gener de 1768) (Madrid, 20 de setembre de 1704-14 de gener de 1768) va ser un noble espanyol, XI duc de Medinaceli.

## Biografia
Fill de Nicolás Fernández de Córdoba y de la Cerda i de Jerónima Spínola y de la Cerda, filla dels marquesos de Los Balbases. Va ostentar diversos honors al llarg de la seva vida, va ser gentilhome de cambra del rei i després cavallerís d'aquest, càrrec que va exercir durant tota la seva vida. Va ser creat cavaller de l'Orde del Toisó d'Or el 9 d'abril de 1748 i també del Reial Orde de Sant Gener. A més, també va ser capità de la Reial Companyia d'Alabarders, i va heretar l'escrivania dels hijosdalgo de la Cancelleria de Valladolid del seu pare el 13 de desembre de 1742, que després ell també llegaria al seu primogènit. Va morir al Palau de Medinaceli del Prado de Madrid el 14 de gener de 1768, i va ser enterrat al Convent de Trinitaris Descalços de la capital espanyola.

## Família
Va casar-se amb Maria Teresa de Montcada y Benavides, VII marquesa d'Aitona, el 19 de novembre de 1722 a l'església de San Sebastián de Madrid. Es va casar en segones núpcies amb María Francisca Pignatelli de Aragón y Gonzaga el 27 de novembre de 1763, amb la qual no va tenir descendència. Del primer matrimoni van néixer quatre fills:
- Pedro de Alcántara (1730-1789)
- María del Rosario (1732-1773)
- Ana María de la O (1738-1782)
- María Dolores (1746-1770)

## Títols
Luis Antonio va ostentar els següents títols:
De 1704 a 1739
- VIII Marquès de Montalbán
- VIII Marquès de Villalba

De 1711 a 1739
- IX Marquès de Cogolludo

De 1739 a 1768
- VII Marquès d'Alcalá de la Alameda
- IX Duc d'Alcalá de los Gazules
- Comte d'Ampudia
- XLV Comte d'Empúries
- XIX Senyor d'Arcos de Jalón
- XVII Comte de Buendía
- XIII Duc de Cardona
- X Marquès de Comares
- XII Marquès de Denia
- XVI Senyor d'Enciso
- XXIX Senyor de la Baronia d'Entença
- X Duc de Feria
- XII Comte de Los Molares
- XV Senyor de Luzón
- XI Duc de Medinaceli
- XIII Marqués de Pallars
- XIX Comte de Prades
- X Marquès de Priego
- X Comte de Santa Gadea
- XII Duc de Sogorb
- XV Senyor de Somaén
- XII Marquès de Tarifa
- XXXV Vescomte de Vilamur
- VIII Marquès de Villafranca